# Batalla d'Empórion
La batalla d'Empórion (llatí: Pugna Emporiensis o Proelium Emporiense) fou una de les batalles de la revolta dels pobles ibers contra la dominació romana al segle ii aC. La batalla fou lliurada entre romans i ibers l'any 195 aC.

## Antecedents
La victòria de la república de Roma sobre Cartago a la Segona Guerra Púnica va deixar Hispània en mans romanes, i la transformació del territori en província va provocar importants canvis administratius i fiscals, i la imposició del stipendium no fou acceptada per les tribus locals que encara gaudien d'una certa estructura política i capacitat de reacció, de manera que el 197 aC va esclatar una gran revolta a tota l'àrea conquerida a Hispània a causa de l'espoli republicà.
Nombrosos caps locals es van revoltar a la Hispània Ulterior i la República va enviar Gai Semproni Tudità a la Hispània Citerior i a Marc Helvi Blasió a la Hispània Ulterior. Gai Semproni Tudità morí per ferides de combat a la Citerior abans d'acabar el 197 aC, però 
Quint Minuci Terme derrotà el 196 aC els insurrectes a la batalla de Turda i Quint Fabi Buteó i Marc Helvi Blasió derrotaren els celtibers a la batalla d'Iliturgi. El senat romà va declarar la Citerior com a província consular i el cònsol Marc Porci Cató Censorí, més conegut com a Cató el Censor, s'hi dirigí amb Manli d'ajudant, deixant la Ulterior a Api Claudi amb tropes més reduïdes. L'objectiu primer era d'auxiliar els emporitans, als quals els ibers havien posat setge.
Marc Porci Cató Censorí sortí del port de Luna i es dirigí vorejant el golf de Lleó a cap a Rode sufocant la resistència de la guarnició hispana situada al Puig Rom o acròpolis de Rode, i desembarcà a Empúries amb dues legions, vuit mil infants, quinze mil aliats i 800 genets per l'exèrcit consular i dos mil infants i dos-cents genets per cada un dels pretors, fent un total de cinquanta mil homes entre els tres exèrcits. Altres fonts assenyalen uns 25.000 homes. Cató va fer retornar les naus a Massalia amb els mercaders per forçar el seu exèrcit a la lluita.
| «                         | Bellum se ipsum alet 'La guerra s'alimenta a ella mateixa' | » |
| — Marc Porci Cató Censorí |                                                            |   |

A Empúries, una quasi illa envoltada de maresma, Cató hi estableix un primer campament, situat just al costat de la ciutat. Cató sotmet les tropes a un dur entrenament, i es trobà amb els seus aliats ilergets en nom del seu rei Bilistage, que li demanen protecció. Quan va considerar que les tropes estaven preparades per enfrontar-se als indígenes a camp obert, i segurament per estalviar les molèsties que el campament podia causar als emporitans, les tropes es dirigiren a un segon campament, situat a 3.000 passes de la ciutat, que ha estat modernament localitzat a la platja de Riells. Amb aquest campament com a base, Cató fustiga a les nits els revoltats cremant els seus camps i robant les collites i el bestiar, per tal de desmoralitzar els enemics, entrenar les seves tropes en combat i ajudar els aliats ilergets.

## Batalla
L'exèrcit revoltat que assetjava Empúries, d'uns 40.000 homes, es dissolgué parcialment en la temporada de la sega, moment aprofitat per Marc Porci Cató Censorí per atacar el campament dels ibers, a nou o deu milles del campament romà cap a l'interior, per la muntanya de Sant Grau i la Serra de Ventalló.
Durant la nit, Cató va prendre la posició més avantatjosa, mantenint una legió de reserva i situant la cavalleria en els extrems de la línia i la infanteria en el centre. A primera hora va enviar tres cohorts, que un cop van arribar a la tanca del campament hispà van simular retirar-se, de manera que els ibers els van perseguir en desordre, moment en què la cavalleria romana va aparèixer pel seu flanc dret, però la dreta fou superada i es va retirar, i una part de la infanteria també, de manera que Cató va haver d'enviar dues cohorts de socors per envoltar als atacants per la dreta. Estant igualada la batalla, al vespre, Cató va haver d'atacar en falca amb tres cohorts, aconseguint la desbandada dels ibers.
Cató va ordenar formar l'exèrcit i va atacar de nit el campament. La legió de refresc va arribar, i els seus hastats i principes es van concentrar en una de les portes del campament, fins que van aconseguir entrar, i en la confusió, la resta de la legió va acabar amb els defensors.

### Estratagema
Segons testimoni de Titus Livi, Cató, poc abans de la Batalla d'Empúries va convèncer els ambaixadors dels ilergets amb l'estratagema de fer coure pa a un terç de les tropes romanes per carregar-lo en els vaixells i embarcar una part dels soldats al cap de tres dies. Els ambaixadors marxaren convençuts de rebre l'ajut dels romans i Cató feu desembarcar les tropes promeses.

## Conseqüències
Marc Porci Cató Censorí aconseguí en pocs dies la pacificació de tota la faixa costanera, i es dirigí cap a Tàrraco, i d'allà a la Turdetània en suport de Manli, i en tornar de l'expedició se li sotmeteren lacetans, suessetans i ausetans. Atacà als lacetans, assetjant la seva capital emmurallada, i bargusis, que encara resistien a la seva capital. Els romans van ordenar que els ibers esfonsessin les muralles sota pena de ser reduïts a l'esclavitud, i ho feren els oppida dels voltants de l'Ebre. Els poblats de l'interior del que ara és Catalunya, desapareixeren definitivament.